# Giro di Puglia 1983
Il Giro di Puglia 1983, dodicesima edizione della corsa, si svolse dal 20 al 24 aprile 1983 su un percorso totale di 924,5 km, ripartiti su 5 tappe. La vittoria fu appannaggio dell'italiano Mario Noris, che completò il percorso in 23h40'22", precedendo il connazionale Gianbattista Baronchelli e lo jugoslavo Vinko Polončič.

## Tappe
| Tappa  | Data      | Percorso                   | km    | Vincitore di tappa | Leader cl. generale |
| ------ | --------- | -------------------------- | ----- | ------------------ | ------------------- |
| 1ª     | 20 aprile | Ostuni > Castellana Grotte | 197,6 | Guido Bontempi     | Guido Bontempi      |
| 2ª     | 21 aprile | Castellana Grotte > Foggia | 199,4 | Giovanni Mantovani | ?                   |
| 3ª     | 22 aprile | Lucera > Vieste            | 148   | Mario Noris        | ?                   |
| 4ª     | 23 aprile | Vieste > Lucera            | 182,5 | Pierino Gavazzi    | ?                   |
| 5ª     | 24 aprile | Canosa > Martina Franca    | 197   | Pierino Gavazzi    | Mario Noris         |
| Totale | Totale    | Totale                     | 924,5 |                    |                     |

## Classifiche finali

### Classifica generale
| Pos. | Corridore                | Squadra                  | Tempo     |
| ---- | ------------------------ | ------------------------ | --------- |
| 1    | Mario Noris              | Atala-Campagnolo         | 23h40'24" |
| 2    | Gianbattista Baronchelli | Sammontana-Campagnolo    | a 4"      |
| 3    | Vinko Polončič           | Malvor-Bottecchia        | a 8"      |
| 4    | Silvano Riccò            | Termolan-Galli-CIÖCC     | ?         |
| 5    | Palmiro Masciarelli      | Gis Gelati-Campagnolo    | ?         |
| 6    | Emanuele Bombini         | Malvor-Bottecchia        | ?         |
| 7    | Alfio Vandi              | Metauro Mobili-Pinarello | ?         |
| 8    | Urs Freuler              | Atala-Campagnolo         | ?         |
| 9    | Giovanni Viero           | Vivi-Benotto             | ?         |
| 10   | Francesco Caneva         | Termolan-Galli-CIÖCC     | ?         |